# Estíbaliz Martínez
Estíbaliz Martínez Yerro (Vitoria-Gasteiz, 9 mei 1980) is een Spaans gymnast.
Martínez won met de Spaanse ploeg de olympische gouden medaille in 1996.

## Resultaten

### Olympische Zomerspelen
| Jaar | Plaats  | Resultaten            |
| ---- | ------- | --------------------- |
| 1996 | Atlanta | in de landenwedstrijd |

1996: Baldó, Cabanillas, Giménez, Guréndez, Lamarca, Martínez ·
2000: Belova, Lavrova, Netejesova, Sjimanskaja, Tsjalamova, Zilber ·
2004: Beloegina, Glatskich, Koerbakova, Lavrova, Moerzina, Posevina ·
2008: Alijtsjoek, Gavrilenko, Gorboenova, Posevina, Sjkoerichina, Zoejeva ·
2012: Bliznjoek, Donskova, Doedkina, Makarenko, Nazarenko, Svastjanova ·
2016: Birjoekova, Bliznjoek, Maksimova, Tatareva, Tolkatsjova ·
2020: Dyankova, Kiryakova, Radukanova, Traets, Zafirova ·
2024: Guo, Hao, Huang, Wang, Ding